# (1076) Viola
(1076) Viola est un astéroïde de la ceinture principale découvert le 5 octobre 1926 par l'astronome allemand Karl Reinmuth à l'observatoire du Königstuhl près de Heidelberg. Sa désignation provisoire était 1926 TE. Il tire son nom du genre de plantes à fleurs Viola.